# Kirche Limlingerode

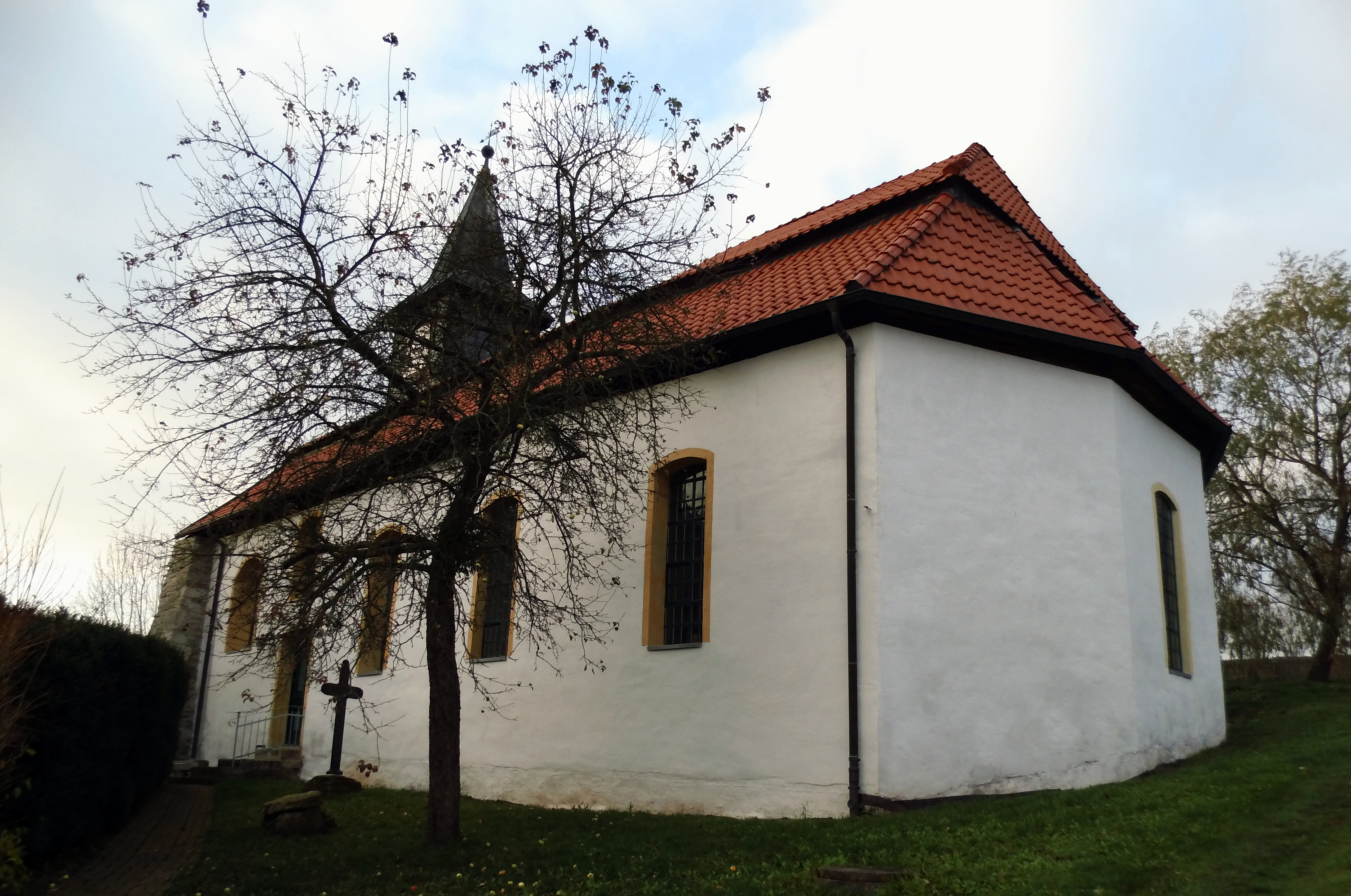
Die Kirche in Limlingerode

Die Kirche in Limlingerode ist eine evangelische Kirche unweit von Nordhausen im Landkreis Nordhausen in Thüringen.

## Geschichte und Architektur

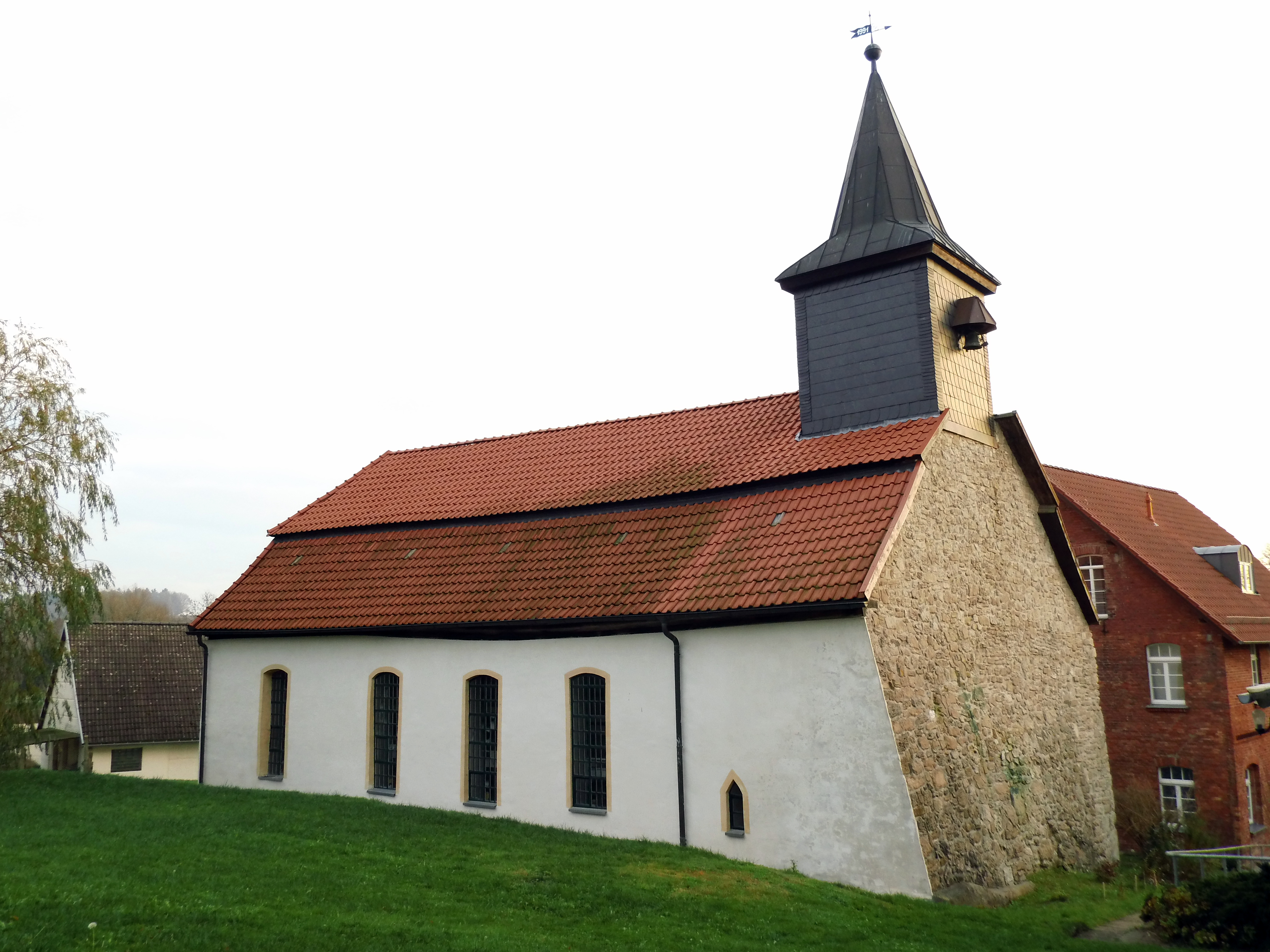
Die Kirche in Limlingerode von der Rückseite, Blick aus Richtung Pfarrhaus

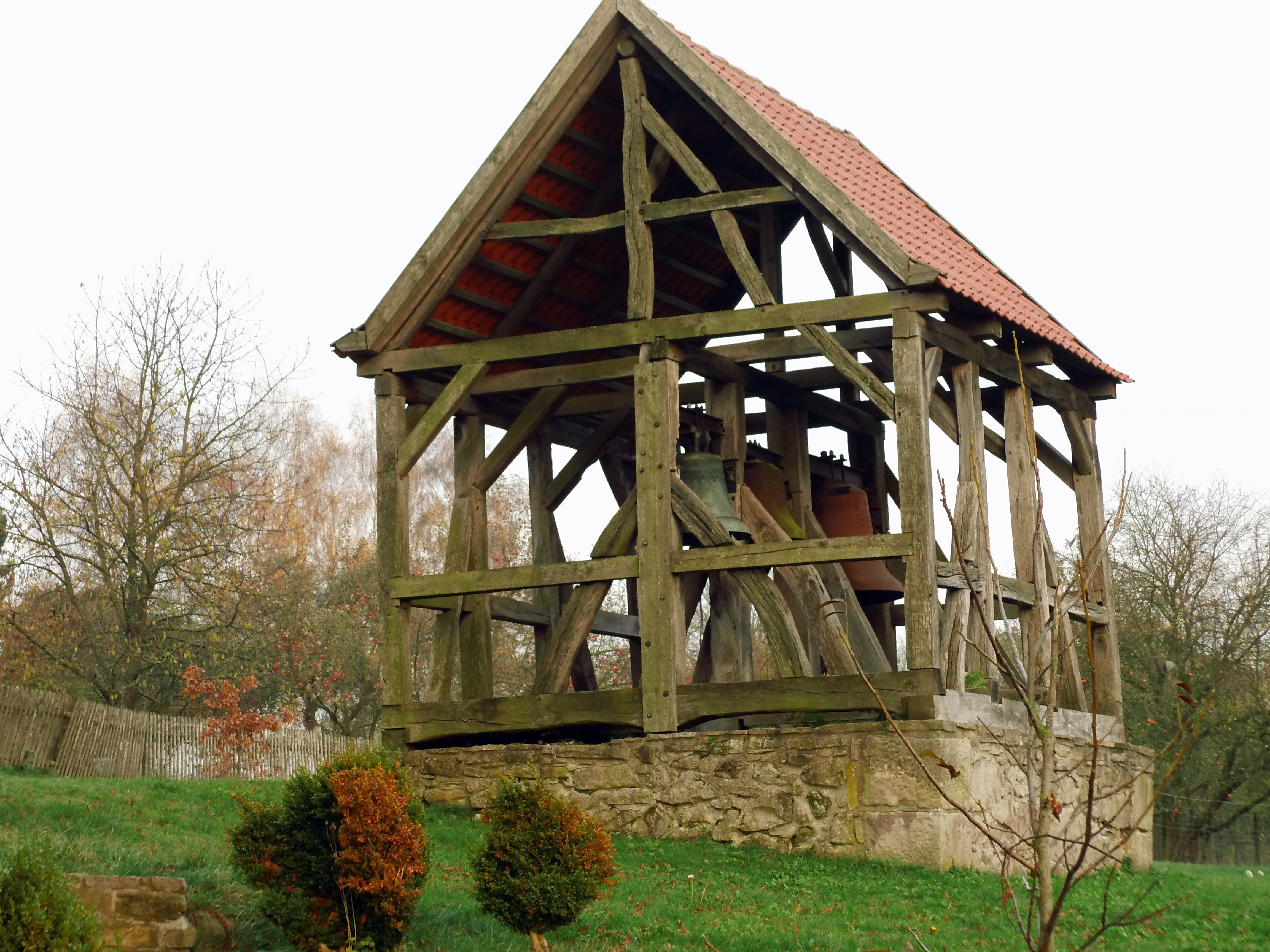
Glockenstuhl Limlingerode

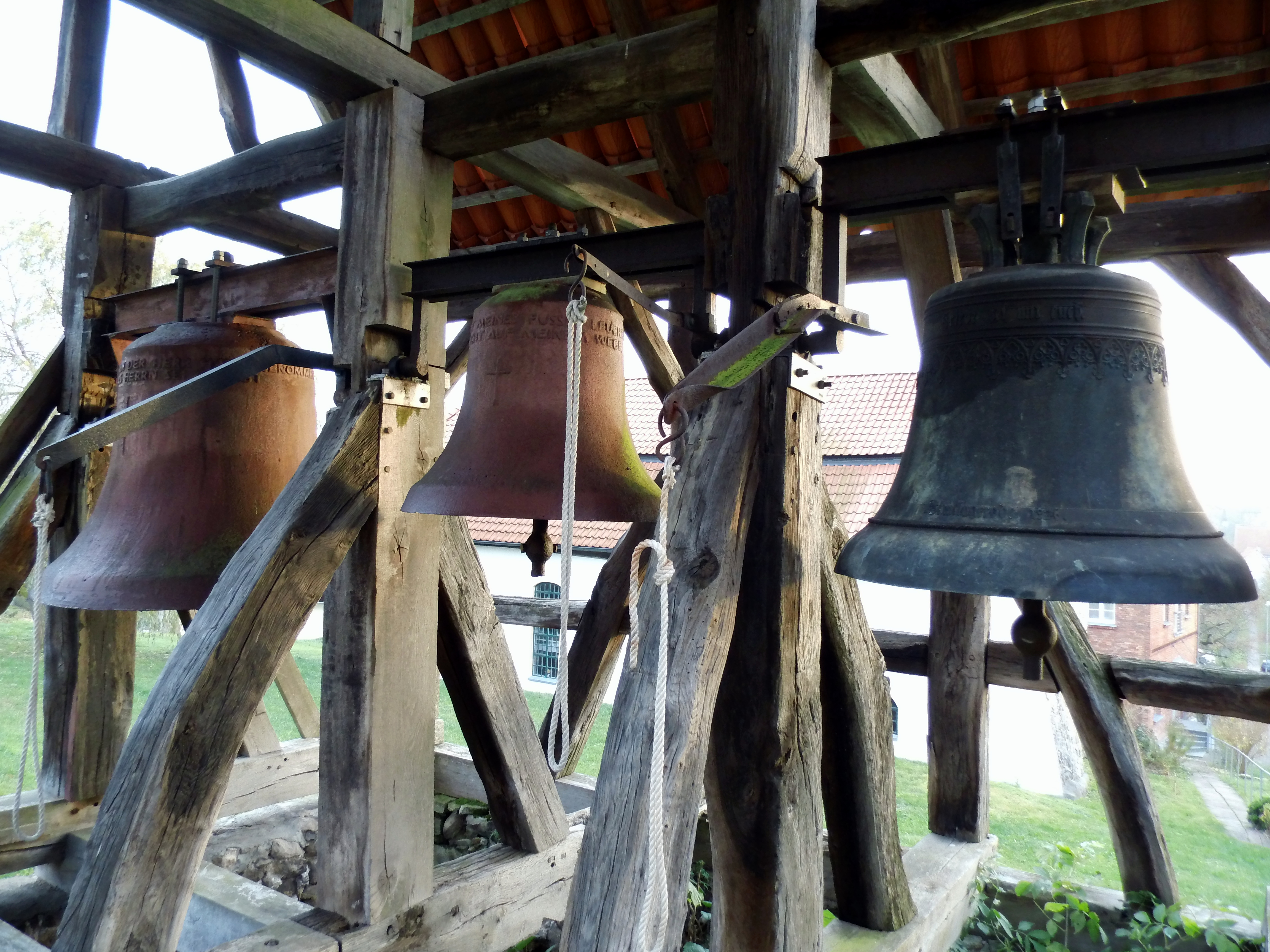
Geläut Limlingerode

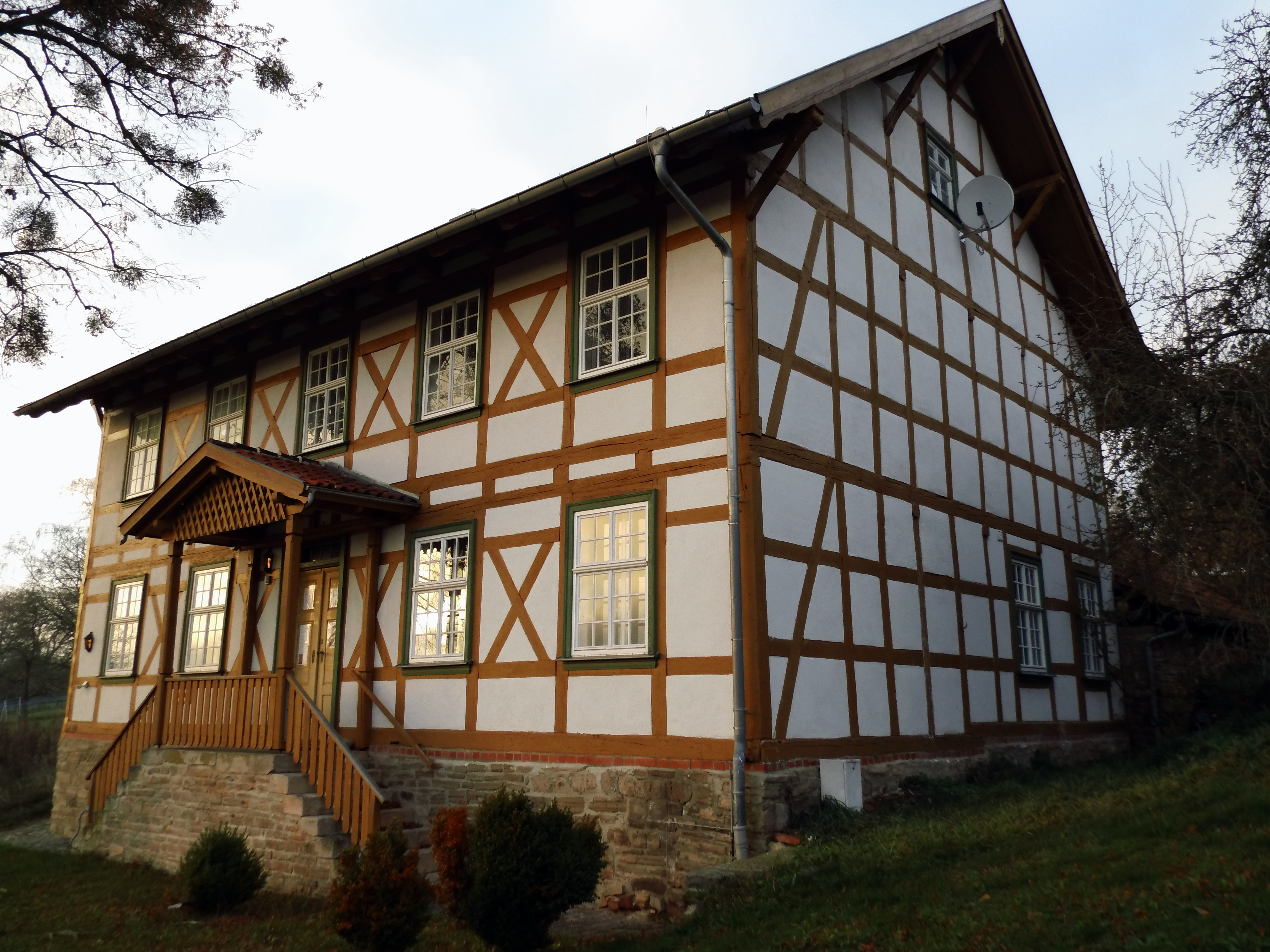
Einstiges Pfarrhaus, Geburtshaus von Sarah Kirsch, heute Dichterstätte Sarah Kirsch

Das heutige Kirchengebäude ist ein einfacher in Hanglage errichteter barocker Saalbau mit polygonalem Schluss. Sie wurde 1652 erbaut, nachdem der Vorgängerbau räumlich zu klein geworden war. Den Mittelteil des Kirchenschiffes schmückt ein Tonnengewölbe. Der Dachreiter misst 7,50 Meter über dem First und prägt damit das Ortsbild. Der Kanzelaltar entstand in der zweiten Hälfte des 17. Jahrhunderts. Das Altargemälde hat das Abendmahl als Thema. Im Kirchenschiff schwebt ein barocker Taufengel aus der Mitte des 18. Jahrhunderts.

## Freistehender Glockenstuhl
Zum Geläut gehören drei frei schwingende Glocken – sie hängen nordwestlich der Kirche in einem freistehenden, nach allen Seiten offenen, aus Eiche gefertigten Fachwerk-Glockenstuhl, der 1835 auf dem ehemaligen alten Friedhof auf einem Bruchstein-Fundament errichtet wurde.

## Bemerkenswertes

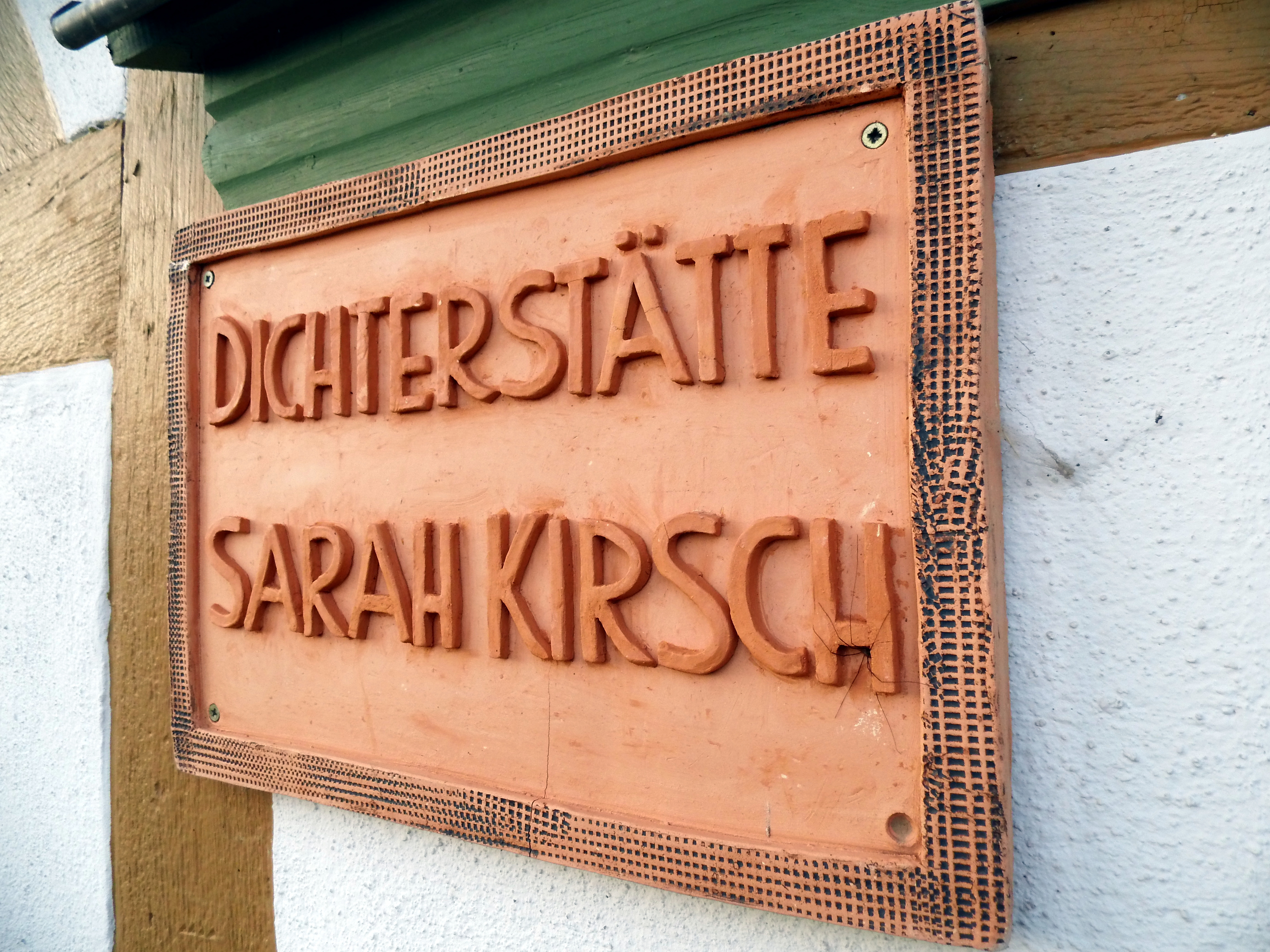
Fassadenschild am einstigen Pfarrhaus in Limlingerode

Die Kirche ist Taufkirche von Sarah Kirsch, die Dichterin kam 1935 im benachbarten Pfarrhaus zur Welt. Pfarrer Paul Bernstein taufte am 19. Mai 1935 seine Enkelin Ingrid Hella Irmelinde Bernstein – die als Sarah Kirsch eine hoch geschätzte Dichterin wurde. Das Pfarrhaus daneben ist das Geburtshaus der Dichterin – es wurde inzwischen zur Dichterstätte Sarah Kirsch umgestaltet.